# Jean de Beaumont († 1356)

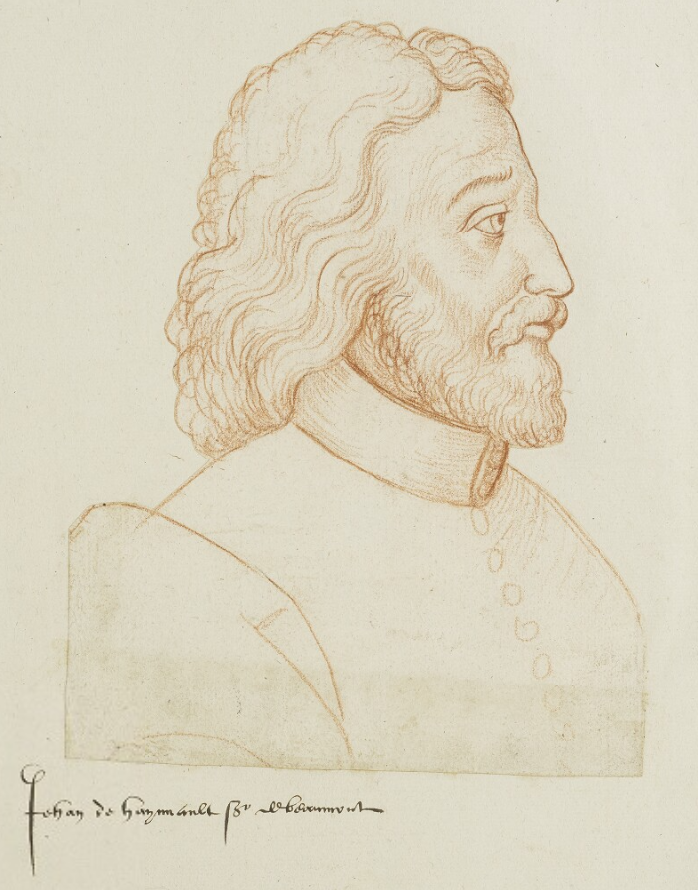
Jean de Hainaut, Seigneur de Beaumont, um 1570, Porträt von Jacques Le Boucq im Receuil d’Arras, Bibliothèque municipale d’Arras

Jean de Beaumont (niederländisch Jan van Beaumont, * um 1288; † 11. März 1356 auf Burg Beaumont) war ein Adliger und Militär aus dem Haus Avesnes. Er führte ein Leben in einer ununterbrochenen Folge von Kämpfen, durch die er zu einem bedeutenden Ritter des Mittelalters wurde.
Er besaß die Herrschaften Beaumont, Valenciennes und Condé (in der Grafschaft Hennegau), sowie Noordwijk, Gouda und Schoonhoven  (in der Grafschaft Holland). Durch seine Ehe war er zudem Graf von Soissons in Frankreich.

## Leben

### Familie und Apanagen
Jean de Beaumont wurde um 1288 als Jean de Hainaut (deutsch Johann von Hennegau) geboren. Er war der vierte Sohn von Johann II., Graf von Holland und Hennegau (Jean d’Avesnes, † 1304), und Philippine oder Philippa von Luxemburg († 1311). 1299 war er im Besitz der Herrschaft Beaumont, nach der er dann genannt wurde.
Am 4. Januar 1315 wurde er von Ludwig IV., dem neuen Römisch-deutschen König, der 1324 seine Nichte Margarethe heiratete, zu dessen Vikar in Reichsitalien ernannt.
Jean de Beaumont heiratete kurz vor dem 23. Januar 1317 Marguerite de Nesle, Gräfin von Soissons, Herrin von Chimay († Oktober 1350), Tochter und Erbin von Hugues de Nesle, Graf von Soissons (Haus Nesle), und Jeanne d'Argies. Er wurde dadurch Graf von Soissons aus dem Recht seiner Frau (de iure uxoris).

### Vermittler zwischen England und Frankreich
Im Sommer 1326 suchte Isabelle de France, Königin von England, Zuflucht am Hof von Wilhelm I. von Hennegau, dem Bruder Jeans, und bat ihn um Unterstützung für ihren bevorstehenden Feldzug nach England, mit der sie ihren despotischen Ehemann Eduard II. stürzen wollte. Obwohl Wilhelm Isabelle und den englischen Rebellen nur ungern beistand, änderte er seine Meinung, als diese ihm die Heirat ihres ältesten Sohnes Eduard von Windsor mit Philippa, der jüngsten seiner Töchter, vorschlug. Eduard und Philippa wurden am 27. August 1326 verlobt, während Isabelle ihren Feldzug zur Niederwerfung Eduards II. vorbereitete. Wilhelm erklärte sich bereit, die Mitgift seiner Tochter sofort an Isabelle zu zahlen, damit diese ihre Invasion finanzieren konnte. Außerdem erhielt Jean de Beaumont von seinem Bruder die Erlaubnis, eine Söldnertruppe im Dienste der englischen Königin aufzustellen. Die Invasion Englands im Herbst 1326 war erfolgreich: König Eduard II. wurde gefangen genommen und im Januar 1327 gezwungen, zugunsten seines ältesten Sohnes Eduard von Windsor abzudanken, der als Eduard III. den Thron bestieg.
Im Dezember 1327 kehrte Jean de Beaumont nach Hennegau zurück, um seine Nichte Philippa abzuholen. Philippa und Eduard III. wurden am 24. Januar 1328 in York getraut. Diese Heirat brachte Jean de Beaumont in eine Vermittlerposition zwischen Eduard III. und seinem Schwager Philipp von Valois, der einige Wochen später als Philipp VI. den französischen Thron bestieg, und zwar auf Kosten von Eduard III., dem nächsten Verwandten des verstorbenen Karl IV. des Schönen. Jean de Beaumont folgte dem Ruf Philipps VI., der sein Lehnsherr hinsichtlich der Grafschaft Soissons war, als er im August 1328 in der Schlacht von Cassel gegen die flämischen Rebellen unter der Führung Nicolaas Zannekins antrat. Im Juni war Jean de Beaumont anwesend, als Eduard III. an den französischen Hof kam, um Philipp VI. feierlich die Huldigung für seine Festlandsbesitzungen in Guyenne zu erweisen. 

### Aufstieg im Hennegau
Jean de Beaumont regierte während der Abwesenheiten seines Bruders Wilhelm bis zu dessen Tod im Jahr 1337 periodisch die Grafschaft Hennegau. Im Jahr 1340 war er im Auftrag seines Neffen Wilhelm IV. von Holland Regent der Grafschaften Holland und Seeland. 1345 führt er mit seinem Neffen einen Feldzug nach Friesland an. Am 26. September 1345 wurde Wilhelm in der Schlacht bei Warns bei Stavoren in Friesland getötet, während sein Onkel fliehen konnte. Jean de Beaumont forderte sein Erbrecht auf die drei Grafschaften Holland, Seeland und Friesland, aber das Erbe ging an seine Nichte, die Schwester von Wilhelm IV., Margarethe, die Ehefrau des Kaisers Ludwig IV.

### Im Dienst Frankreichs
Jean de Beaumont verließ daraufhin die Niederlande und kehrte nach Frankreich zurück. Nachdem er lange Zeit die Engländer unterstützt hatte, schlug er sich am 21. März 1346 auf die Seite des französischen Königs. Am 26. August 1346 befand er sich in der Schlacht bei Crécy an der Seite von Philipp VI., in der es ihm gelang, diesen aus dem Kampfgeschehen und von dem für die Franzosen so katastrophalen Schlachtfeld zu holen und ihm das Leben zu retten. Jean de Beaumont war noch an der Seite Philipps VI., als der französische König 1346–1347 vergeblich versuchte, die Aufhebung der Belagerung von Calais zu erreichen.

### Letzte Jahre
Danach residierte Jean de Beaumont am Hof von Marguerite de France, der jüngsten Tochter von König Philipp V. dem Langen und der Gräfin Johanna II. von Burgund und Artois. Jean de Beaumont starb am 11. März 1356 und wurde im Franziskanerkloster von Valenciennes beigesetzt.

## Förderung der Literatur
Jean de Beaumont förderte die Literatur. Es ist insbesondere anzunehmen, dass Jean Froissart, der aus einer in Valenciennes ansässigen Familie aus Beaumont stammte, mit seinen Empfehlungen in den 1350er Jahren am Hof Philippa von Hennegaus auftauchte, wo er zum offiziellen Dichter und Historiker wurde.

## Nachkommen
Kinder von Jean de Beaumont und Marguerite de Nesle sind:
- Jean, Domherr in Cambrai;
- Jeanne (* 1323; † 1350, nach 15. Dezember an der Pest auf Burg Villeneuve), 1330 Gräfin von Soissons, Herrin von Chimay, ⚭ (1) 5./10. November 1336 Louis I. de Châtillon, Graf von Blois (⚔ 1346 bei Crécy) (Haus Châtillon), ⚭ (2) vor 13. Februar 1348 Wilhelm I. der Reiche, Graf von Namur († 1. Oktober 1391 in Namur)) (Haus Dampierre);
- Guillaume, 1330 Domherr in Beauvais;
- Amaury, 1339 Domherr in Tours;
- Renaud, 1343 Domherr in Cambrai.

Jean de Beaumont hatte zudem zwei uneheliche Kinder:
- Jean (* wohl 1319; † nach 1370), Gutsherr von Treslong in der Picardie, ⚭ Mechtild van Borsselen; von diesem Sohn stammen die Bloys van Treslong ab, eine Familie, die vier Admiräle der niederländischen Marine stellte, darunter Willem Bloys van Treslong (1529–1594);
- Jeanne (1336/53 bezeugt), Nonne in der Zisterzienserinnenabtei Leeuwenhorst.